# Morinda phyllireoides
Morinda phyllireoides là một loài thực vật có hoa trong họ Thiến thảo. Loài này được Labill. mô tả khoa học đầu tiên năm 1825.